# L'Alsace française
L'Alsace française était une revue hebdomadaire créée par Pierre Bucher et dont le premier numéro paraît le 1er janvier 1921. Reprenant le concept de la Revue alsacienne illustrée, dont Pierre Bucher a été le directeur, cette revue s'adressait aux milieux universitaires laïcs et avait pour but de montrer à la France les richesses de la culture alsacienne, et à l'Alsace ses liens avec la France. La première page de l'hebdomadaire s'ouvrait sur la maxime : « L'Alsace plus prospère par la France, la France plus forte par l'Alsace ». Ce périodique a cessé de paraître en 1950.